# Tropocyclops prasinus
Tropocyclops prasinus – gatunek widłonoga z rodziny Cyclopidae. Opisał go w 1860 roku niemiecki lekarz i zoolog Sebastian Fischer, nadając mu nazwę Cyclops prasinus.

## Podgatunki
Wyróżnia się następujące podgatunki Tropocyclops prasinus:
- T. prasinus altoandinus Gaviria, 1994
- T. prasinus aztequei Lindberg, 1955
- T. prasinus divergens Dussart, 1982
- T. prasinus guawana Kiefer, 1931
- T. prasinus meridionalis Kiefer, 1931
- T. prasinus mexicanus Kiefer, 1938
- T. prasinus multicolor Lindberg, 1955
- T. prasinus palniensis Lindberg, 1946
- T. prasinus peruviana Lindberg, 1955
- T. prasinus prasinus (Fischer, 1860)
- T. prasinus shagamiensis Onabamiro, 1957
- T. prasinus tjeefi Dumont, 1981